# アカウミガメ
アカウミガメ(赤海亀、赤𧓈亀、Caretta caretta)は、爬虫綱カメ目ウミガメ科アカウミガメ属に分類されるカメ。本種のみでアカウミガメ属を構成する。

## 分布
大西洋、太平洋、インド洋、地中海に広く分布する。
産卵地としてアメリカ合衆国東部、オーストラリア、オマーン、ギリシャ、トルコ、日本、ブラジル、南アフリカ共和国などが確認されている。例外もあるが産卵地は大洋西部を流れる黒潮・東オーストラリア海流・ブラジル海流・メキシコ湾流・モザンビーク海流といった暖流沿いにある海岸（オーストラリア東岸・日本・ブラジル・南アフリカ共和国・フロリダ半島）にある傾向があり、他種と異なり温帯域にも繁殖地が拡大している。このうち北太平洋個体群は主に日本沿岸で繁殖するが、済州島で産卵した例もある。日本列島では、北太平洋側では宮城県の山元町、日本海側では能登半島以南で繁殖するが、頻度的にも重要な産卵地は千葉県の九十九里浜の南白亀川の河口部などが北限に近いともされる。年に100回以上の産卵例がある産卵地として遠州灘海岸、和歌山県南部、日南海岸、屋久島などが確認されている。
アメリカ合衆国の産卵個体群はアゾレス諸島、日本の産卵個体群はメキシコのカリフォルニア半島沖まで孵化後に回遊する。日本の産卵個体群は成長すると再び日本近海まで回遊することが、標識や発信機による調査、分子解析から確認されている。

## 形態
甲長65.4 - 105.3センチメートル（上陸したメスの計測値。オスは上陸しないため捕獲や計測が難しいとされる）。海域別の内訳は地中海甲長65.4 - 79.4センチメートル、北太平洋83.2 - 85.6センチメートル、インド洋甲長87.6 - 93.6センチメートル、南太平洋88.7センチメートル、大西洋甲長87.7 - 105.3センチメートル。体重70 - 180キログラム。背甲は扁平。背甲はやや前方でもっとも幅広く、上から見るとハート型。以下に一般的な角質甲板や鱗の数を挙げるが、個体変異が激しく識別形態として安定していない。項甲板と第1肋甲板は接する。肋甲板は左右に5枚ずつだが、4枚ずつの個体や左右非対称もいる。背甲には3つずつ筋状の盛り上がり（キール）があるが、成長に伴い消失する。背甲の色彩は赤褐色や褐色。下縁甲板は左右に3枚ずつで、小孔はない。腹甲の色彩は淡黄色。
頭部は大型。英名loggerheadは「馬鹿でかい頭、馬鹿頭」の意味
。前額板は左右に2枚ずつで、その間に鱗がある個体もいる。眼後板は3枚。下顎を覆う鱗（下顎鱗板）は、複数に分かれる。前肢は同科他種と比較すると短く、爪が2本。孵化直後の幼体は全身が黒褐色。オスの成体は前肢の爪が鉤状に湾曲し、尾が長い。

## 分類
1994年に発表された種内のミトコンドリアDNAの分子系統解析では産卵地が同じであるにもかかわらず複数の系統が含まれる（ジョージア州、サウスカロライナ州）、産卵地が全く異なる系統が単系統群を構成する（オマーンとブラジル）という結果が得られている。このため喜望峰やマゼラン海峡を経由して、大洋間で交流があると推定されている。

## 生態

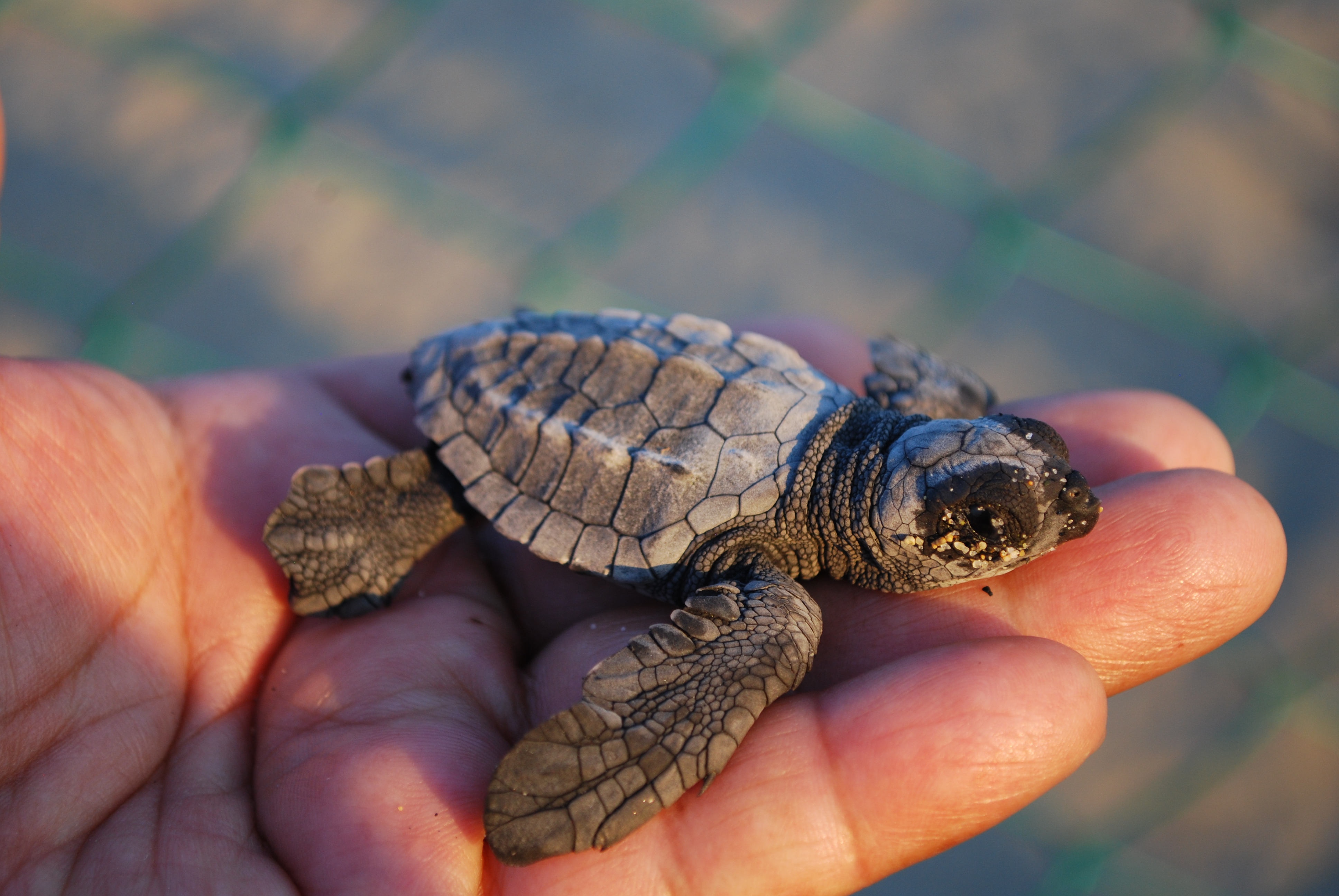
孵化直後の幼体

温帯から亜熱帯にかけての海洋に生息する。陸上では前肢と後肢を交互（右前肢と左後肢、左前肢と右後肢）に動かして移動する。
食性は動物食傾向の強い雑食で、貝類、甲殻類などを食べる。胃の内容物調査ではソデガイ・バイなどの腹足綱、オオシャコガイなどの二枚貝綱、コウイカ類などの頭足綱、エボシガイやクラゲノミ類・十脚目などの甲殻類、タコノマクラなどの棘皮動物、海綿動物、魚類、カツオノエボシ、同種の幼体、ホンダワラなどの海藻、アマモなどの海草が発見された例がある。前肢を使って海底の砂泥を舞い上げ、出てきた獲物を捕食する。水深の深い環境では浮遊性の食物、沿岸部では底生の無脊椎動物を食べていると考えられている。
卵の捕食者はオオトカゲ科・イヌ属・クマ属・イノシシ属・クマネズミなどが、孵化直後の幼体の捕食者はマングース類・ジェネット属・ネコ・アマサギ属やオジロワシ属・トビ属・カモメ属・ハヤブサ属などの鳥類・メジロザメ属・シイラ属・ホホジロザメなどの魚類（サメ類は成体にかけても）が挙げられる。卵および孵化直後の幼体の捕食者としてはアリやカニ・カラス属・キツネ属・アライグマなどが挙げられる。
繁殖様式は卵生。アメリカ合衆国や日本では5 - 8月にかけて海岸の草原や砂浜との境界周辺に直径20センチメートル、深さ60センチメートルの穴を掘り、その中に1回に70 - 150個の卵を年に1 - 5回に分けて産む。産卵巣はまず前肢で姿勢安定用に比較的窪み（ボディーピット、ピット）を掘り、砂を数回かきだしただけで後肢で産卵用の深い穴を掘ることもある。主に隔年繁殖するが、毎年繁殖する個体もいる。卵は50 - 80日で孵化する。孵化した幼体は砂の表面温度が低下したことで夜間になったことを察知し、地表に現れ海中へ入る。生後13 - 47年で成熟する。2012年現在で実年齢が明確な最長寿個体は62歳で、1950年に日和佐中学校で孵化し日和佐うみがめ博物館カレッタで飼育されている。

## 人間との関係
護岸工事などによる産卵地の破壊、漁業による混獲、海洋汚染、卵も含めた食用の狩猟・採集などにより生息数は減少している。40か国の操業データと13のオブサーバーによる監視プログラムでは、2000年には世界全体で約200,000頭が混獲されたと推定されている。
アメリカ合衆国では海岸周辺に人間が住むようになり、その残飯によって増加したアライグマによる卵や幼体の捕食が問題となっている。金属製の囲いによる防除がされているが、抜本的な対処ではないこと、産卵巣の位置を知らせてしまうこと、材質によっては磁気による定位能力の撹乱が懸念されている。1975年のワシントン条約発効時にはワシントン条約附属書II、1977年にワシントン条約附属書I、1981年にウミガメ科単位でワシントン条約附属書Iに掲載されている。
インド洋北東部、インド洋北西部、南太平洋個体群
CRITICALLY ENDANGERED (IUCN Red List Ver. 3.1 (2001))

大西洋北東部個体群
ENDANGERED (IUCN Red List Ver. 3.1 (2001))

インド洋南東部、インド洋南西部個体群
NEAR THREATENED (IUCN Red List Ver. 3.1 (2001))

大西洋北西部、大西洋南西部、地中海個体群
LEAST CONCERN (IUCN Red List Ver. 3.1 (2001))

北太平洋個体群
LEAST CONCERN (IUCN Red List Ver. 3.1 (2001))

日本
漁業（特に定置網）による混獲、人工構造物による砂浜からの砂の流出による繁殖地の破壊などによる影響が懸念され、卵の移植・幼体の放流会などによる影響も懸念されている。屋久島の産卵地でも明治時代から1970年代まで合法的に採集が行われ、1970年代に宮崎県では産卵巣の85 %で盗掘が行われた。1990 - 1997年にかけて上陸・産卵数が激減したが、南九州ではその後に増加傾向にあり上陸・産卵数ともに1990年ごろよりは増加している。東海地方や紀伊半島・四国では増加の割合が小さく、蒲生田海岸や日和佐大浜海岸のように回復傾向が見られない海岸もある。以前は瀬戸内海で採食を行っていたと推測されているが、漁業活動などにより分布しなくなった。神戸市須磨区から垂水区・別府湾などの繁殖地は、埋め立てにより壊滅した。
一方で市民による保護活動は活発に行われ、上陸・産卵数のモニタリング調査も行われている。徳島県海部郡美波町や静岡県御前崎市の産卵地および上陸個体が国の天然記念物に指定されている。各都道府県の条例により2005年に熊本県、2007年に徳島県、2010年に愛知県の指定希少野生動植物種に指定されている。
海洋に生息するため生息数の推移は不明だが産卵数に関しては日本国内で最大の産卵地とされる屋久島では1990年における産卵数は約1,500、1997-1999年における産卵数は300 - 400とされる。2012年における日本での上陸数は25,947回で、日本で産卵するメスの生息数は約10,000頭と推定されている。
絶滅危惧IB類 (EN)（環境省レッドリスト）

### 信仰の対象

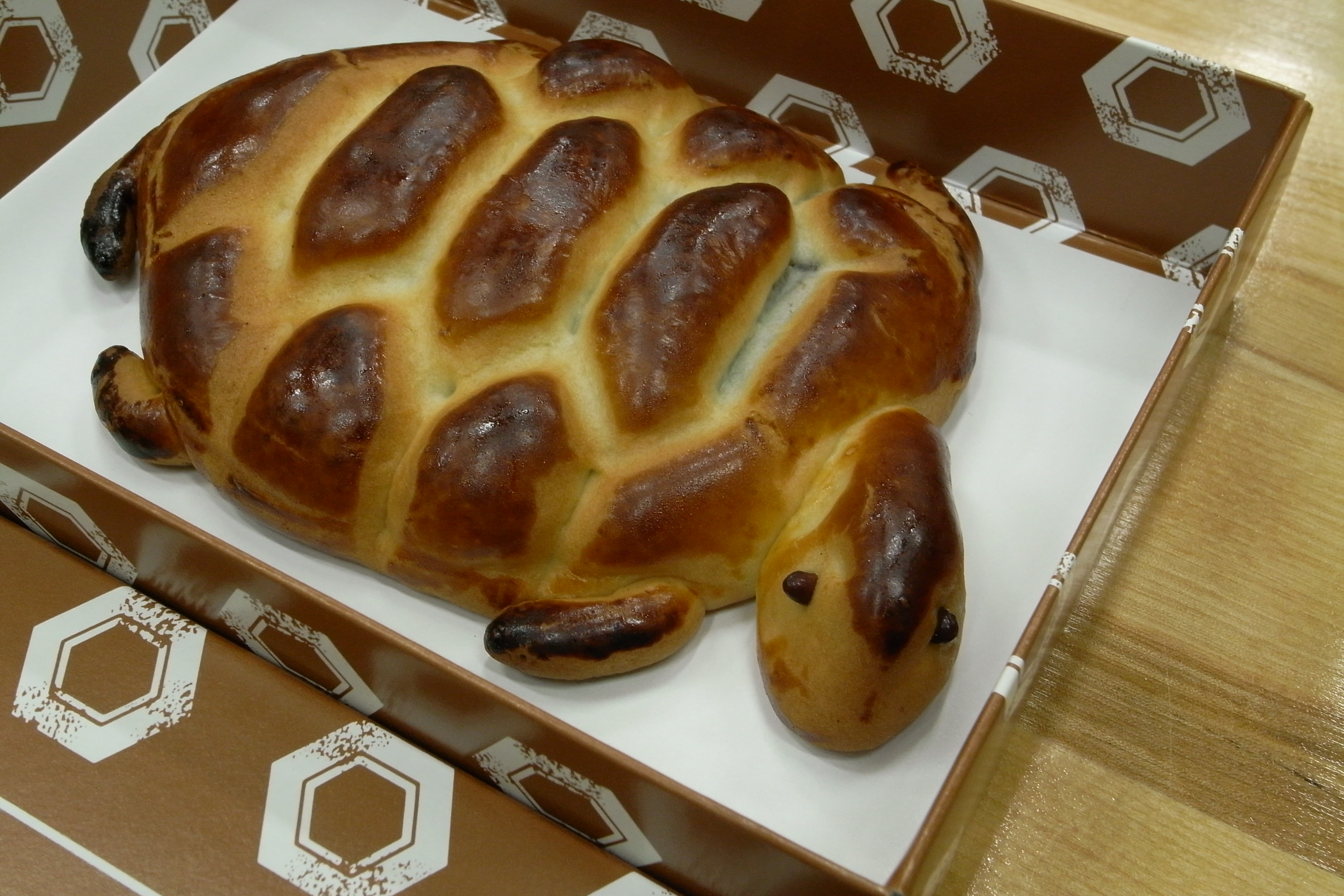
アカウミガメを模して饅頭化したかめや本店の「亀まんじゅう」。

静岡県御前崎市は「御前崎のウミガメおよびその産卵地」が国の天然記念物に指定されるなどアカウミガメとのかかわりの深い地域であるが、漁業関係者の間では大漁、豊漁のシンボルとして敬愛され、死んだアカウミガメを供養した「亀塚」が市内各所に実在している。また、市内のパン屋が正月飾りにアカウミガメを模した大きな饅頭を作り、縁起物として個人的に正月飾りにしたところ、それを見た市民らが販売を請い、のちにその巨大な饅頭は「亀まんじゅう」として販売されるようになった。

### 交雑問題
2013年6月に奄美大島において、アカウミガメとタイマイの特徴を併せ持つ属間雑種が産卵していることが、NPO法人・日本ウミガメ協議会によって確認された。同協議会では、種の保全が脅かされる危険性があるとして、今後子ガメの種の確認を実施したいとしている。属間雑種の産卵は、同年に高知県四万十市の平野海岸でも確認され、子ガメ40匹が孵化している。